# Fukai Shigekazu
Fukai Shigekazu –en japonés, 深井 茂和, Shigekazu Fukai– es un deportista japonés que compitió en judo. Ganó una medalla de plata en el Campeonato Asiático de Judo de 1996, en la categoría de +95 kg.

## Palmarés internacional
| Campeonato Asiático | Campeonato Asiático          | Campeonato Asiático | Campeonato Asiático |
| Año                 | Lugar                        | Medalla             | Categoría           |
| ------------------- | ---------------------------- | ------------------- | ------------------- |
| 1996                | Ciudad Ho Chi Minh (Vietnam) | Medalla de plata    | +95 kg              |